# Cerkiew Nałożenia Ryzy Najświętszej Marii Panny w Bóbrce
Cerkiew Nałożenia Ryzy Najświętszej Marii Panny w Bóbrce − parafialna cerkiew greckokatolicka, zbudowana w latach 1937–39, znajdująca się w miejscowości Bóbrka.
Od 1973 świątynia użytkowana jako parafialny kościół rzymskokatolicki pw. Najświętszego Serca Pana Jezusa.

## Historia obiektu
W XVII w. wzniesiono w Bóbrce drewnianą cerkiew parafialną pw. Nałożenia Ryzy Najświętszej Marii Panny. W 1830 dokonano jej przebudowy. Prawdopodobnie wtedy dobudowano wieżę od strony wejścia. W okresie międzywojennym cerkiew miała formę jednoprzestrzennego budynku na planie prostokąta nakrytego dwuspadowym dachem z sygnaturką. Rozebrano ją pod koniec lat 30. XX w. W latach 1937–39 zbudowano nową cerkiew murowaną i odprawiano w niej nabożeństwa greckokatolickie do 1947. Po wysiedleniach ludności ukraińskiej w latach 1947–57 świątynię użytkowano jako magazyn spółdzielni produkcyjnej. Od 1957 przez kilka lat była użytkowana jako cerkiew prawosławna. W 1971 po wieloletnich staraniach została przejęta przez rzymskich katolików. Po remoncie i przebudowie w latach 1971–73 urządzono w niej kościół parafialny. Przed wojną równolegle z budową cerkwi trwało wznoszenie kościoła. Po wojnie budynek kościoła został uszkodzony wskutek niewłaściwej eksploatacji pobliskiego kamieniołomu i rozebrany w 1971.

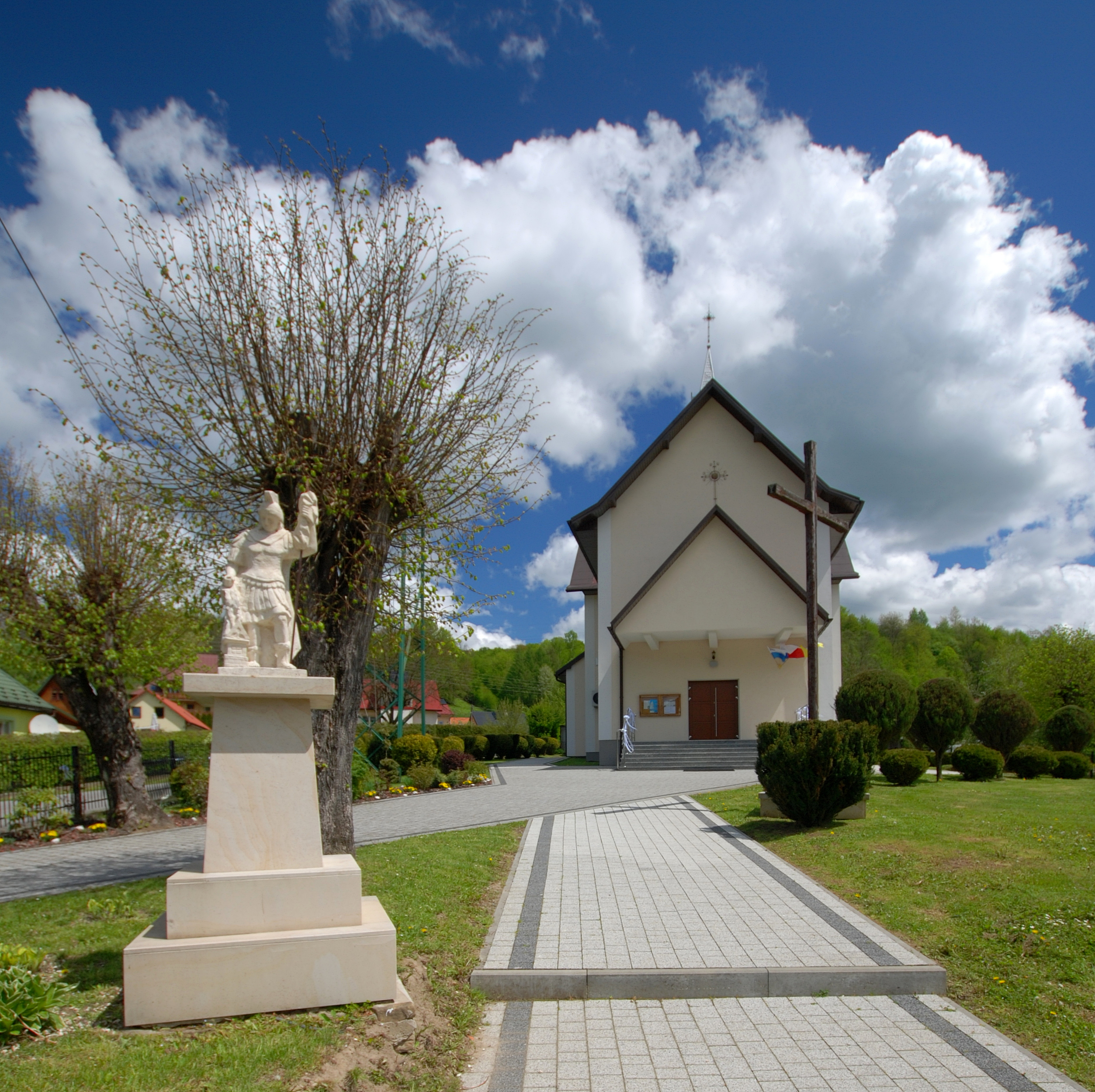
Elewacja frontowa
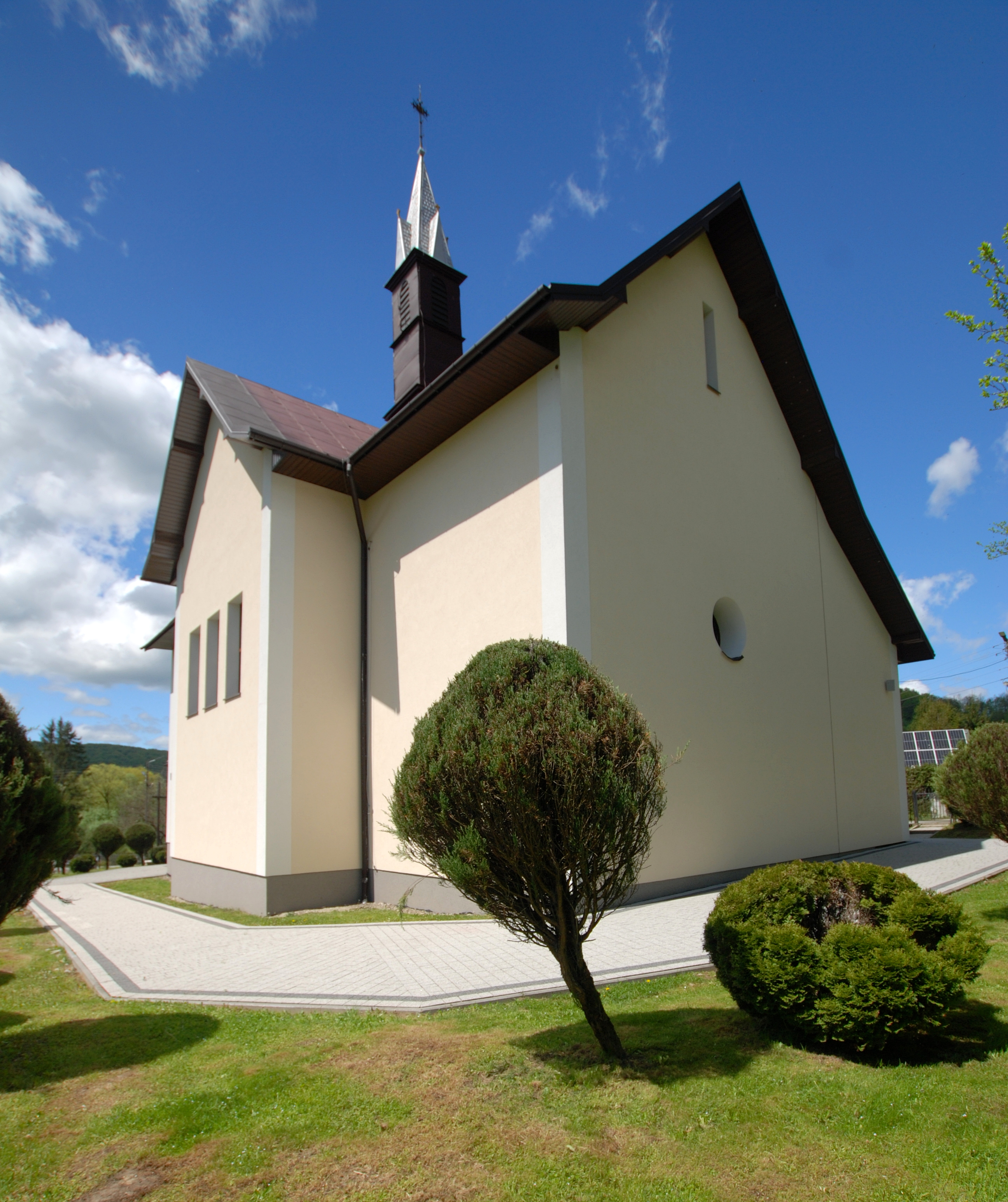
Widok od strony prezbiterium
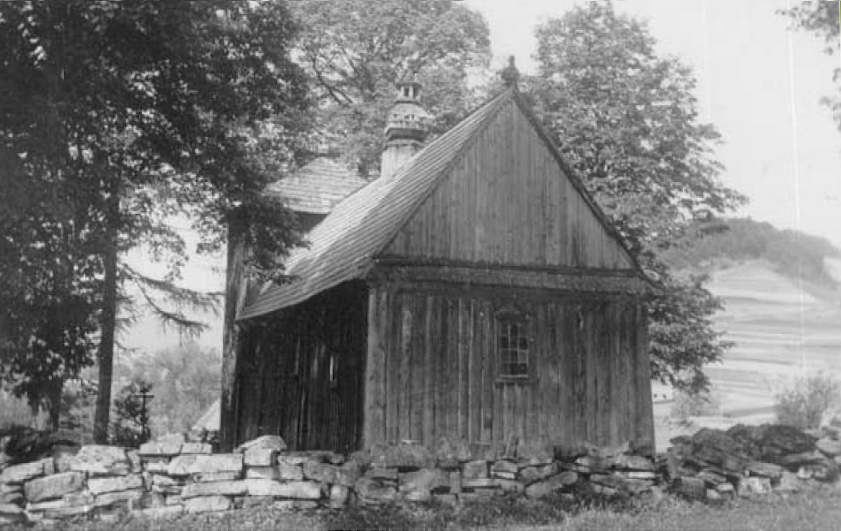
Poprzednia cerkiew drewniana z XVII w.

## Wokół cerkwi
Obok świątyni znajduje się metalowa dzwonnica.